# Dor Peretz
Dor Peretz (in ebraico דור פרץ‎?; Hod HaSharon, 17 maggio 1995) è un calciatore israeliano di origini marocchine, centrocampista del Maccabi Tel Aviv  e della nazionale israeliana.

## Caratteristiche tecniche
Di ruolo centrocampista, dispone di gran dinamismo. Si distingue anche per la visione di gioco, tecnica e dribbling.

## Carriera

### Club
Nel 2014 inizia la sua carriera con il Maccabi Tel Aviv e il 27 gennaio 2017 viene ceduto in prestito all'Hapoel Haifa con cui totalizza 16 presenze.
Nel 2017 rientra al Tel Aviv e diventa un perno del centrocampo della squadra israeliana collezionando in totale 240 presenze e 23 gol.
Il 16 giugno 2021 firma per il Venezia. Con i veneti debutta ufficialmente il 15 agosto nella sfida di Coppa Italia contro il Frosinone, e sette giorni dopo anche in Serie A, nella partita in casa del Napoli, persa per 2-0.
Il 5 luglio 2022 rescinde il proprio contratto con i lagunari e il 15 agosto seguente torna al Maccabi Tel Aviv.

### Nazionale
Dopo numerose presenze con le varie nazionali giovanili israeliane, ha esordito in nazionale maggiore nel 2015.

## Statistiche

### Presenze e reti nei club
Statistiche aggiornate al 6 febbraio 2025.
| Stagione                | Squadra                 | Campionato              | Campionato | Campionato | Coppe nazionali | Coppe nazionali | Coppe nazionali | Coppe continentali | Coppe continentali | Coppe continentali | Altre coppe | Altre coppe | Altre coppe | Totale | Totale |
| Stagione                | Squadra                 | Comp                    | Pres       | Reti       | Comp            | Pres            | Reti            | Comp               | Pres               | Reti               | Comp        | Pres        | Reti        | Pres   | Reti   |
| ----------------------- | ----------------------- | ----------------------- | ---------- | ---------- | --------------- | --------------- | --------------- | ------------------ | ------------------ | ------------------ | ----------- | ----------- | ----------- | ------ | ------ |
| 2014-2015               | Maccabi Tel Aviv        | LH                      | 19         | 0          | CI+CT           | 3+6             | 0+1             | UCL+UEL            | 0                  | 0                  | -           | -           | -           | 28     | 1      |
| 2015-2016               | Maccabi Tel Aviv        | LH                      | 24         | 1          | CI+CT           | 4+2             | 0               | UCL                | 7                  | 0                  | SI          | 0           | 0           | 37     | 1      |
| 2016-gen. 2017          | Maccabi Tel Aviv        | LH                      | 4          | 0          | CI+CT           | 2+6             | 0               | UEL                | 8                  | 0                  | -           | -           | -           | 20     | 0      |
| gen.-giu. 2017          | Hapoel Haifa            | LH                      | 14         | 0          | CI+CT           | 2+0             | 0               | -                  | -                  | -                  | -           | -           | -           | 16     | 0      |
| 2017-2018               | Maccabi Tel Aviv        | LH                      | 24         | 1          | CI+CT           | 1+7             | 0               | UEL                | 9                  | 1                  | -           | -           | -           | 41     | 2      |
| 2018-2019               | Maccabi Tel Aviv        | LH                      | 31         | 8          | CI+CT           | 3+2             | 0               | UEL                | 5                  | 0                  | -           | -           | -           | 41     | 8      |
| 2019-2020               | Maccabi Tel Aviv        | LH                      | 15         | 1          | CI+CT           | 0+2             | 0               | UCL+UEL            | 2+2                | 0                  | SI          | 0           | 0           | 21     | 1      |
| 2020-2021               | Maccabi Tel Aviv        | LH                      | 34         | 7          | CI+CT           | 5+0             | 2+0             | UCL+UEL            | 3+8                | 0+1                | SI          | 2           | 0           | 52     | 10     |
| 2021-2022               | Venezia                 | A                       | 18         | 0          | CI              | 3               | 0               | -                  | -                  | -                  | -           | -           | -           | 21     | 0      |
| 2022-2023               | Maccabi Tel Aviv        | LH                      | 35         | 3          | CI+CT           | 1+1             | 0+0             | UECL               | 1                  | 0                  | -           | -           | -           | 38     | 3      |
| 2023-2024               | Maccabi Tel Aviv        | LH                      | 34         | 10         | CI+CT           | 1+3             | 0+2             | UECL               | 13                 | 7                  | -           | -           | -           | 51     | 19     |
| 2024-2025               | Maccabi Tel Aviv        | LH                      | 22         | 5          | CI+CT           | 0+2             | 0+2             | UCL+UEL            | 2+12               | 0+5                | SI          | 1           | 0           | 39     | 12     |
| Totale Maccabi Tel Aviv | Totale Maccabi Tel Aviv | Totale Maccabi Tel Aviv | 242        | 36         |                 | 51              | 7               |                    | 72                 | 14                 |             | 3           | 0           | 368    | 57     |
| Totale carriera         | Totale carriera         | Totale carriera         | 265        | 36         |                 | 55              | 7               |                    | 72                 | 14                 |             | 3           | 0           | 395    | 57     |

### Cronologia presenze e reti in nazionale
| Cronologia completa delle presenze e delle reti in nazionale ― Israele | Cronologia completa delle presenze e delle reti in nazionale ― Israele | Cronologia completa delle presenze e delle reti in nazionale ― Israele | Cronologia completa delle presenze e delle reti in nazionale ― Israele | Cronologia completa delle presenze e delle reti in nazionale ― Israele | Cronologia completa delle presenze e delle reti in nazionale ― Israele | Cronologia completa delle presenze e delle reti in nazionale ― Israele | Cronologia completa delle presenze e delle reti in nazionale ― Israele |
| Data                                                                   | Città                                                                  | In casa                                                                | Risultato                                                              | Ospiti                                                                 | Competizione                                                           | Reti                                                                   | Note                                                                   |
| ---------------------------------------------------------------------- | ---------------------------------------------------------------------- | ---------------------------------------------------------------------- | ---------------------------------------------------------------------- | ---------------------------------------------------------------------- | ---------------------------------------------------------------------- | ---------------------------------------------------------------------- | ---------------------------------------------------------------------- |
| 13-10-2015                                                             | Bruxelles                                                              | Belgio                                                                 | 3 – 1                                                                  | Israele                                                                | Qual. Euro 2016                                                        | -                                                                      |                                                                        |
| 31-5-2016                                                              | Novi Sad                                                               | Serbia                                                                 | 3 – 1                                                                  | Israele                                                                | Amichevole                                                             | -                                                                      | 85’                                                                    |
| 7-9-2018                                                               | Scutari                                                                | Albania                                                                | 1 – 0                                                                  | Israele                                                                | UEFA Nations League 2018-2019 - 1º turno                               | -                                                                      |                                                                        |
| 11-9-2018                                                              | Belfast                                                                | Irlanda del Nord                                                       | 3 – 0                                                                  | Israele                                                                | Amichevole                                                             | -                                                                      |                                                                        |
| 11-10-2018                                                             | Haifa                                                                  | Israele                                                                | 1 – 0                                                                  | Scozia                                                                 | UEFA Nations League 2018-2019 - 1º turno                               | 1                                                                      |                                                                        |
| 14-10-2018                                                             | Be'er Sheva                                                            | Israele                                                                | 2 – 0                                                                  | Albania                                                                | UEFA Nations League 2018-2019 - 1º turno                               | -                                                                      |                                                                        |
| 15-11-2018                                                             | Netanya                                                                | Israele                                                                | 7 – 0                                                                  | Guatemala                                                              | Amichevole                                                             | -                                                                      |                                                                        |
| 20-11-2018                                                             | Glasgow                                                                | Scozia                                                                 | 3 – 2                                                                  | Israele                                                                | UEFA Nations League 2018-2019 - 1º turno                               | -                                                                      | 70’ 73’                                                                |
| 21-3-2019                                                              | Haifa                                                                  | Israele                                                                | 1 – 1                                                                  | Slovenia                                                               | Qual. Euro 2020                                                        | -                                                                      | 86’                                                                    |
| 24-3-2019                                                              | Haifa                                                                  | Israele                                                                | 4 – 2                                                                  | Austria                                                                | Qual. Euro 2020                                                        | -                                                                      |                                                                        |
| 7-6-2019                                                               | Riga                                                                   | Lettonia                                                               | 0 – 3                                                                  | Israele                                                                | Qual. Euro 2020                                                        | -                                                                      | 89’                                                                    |
| 10-6-2019                                                              | Varsavia                                                               | Polonia                                                                | 4 – 0                                                                  | Israele                                                                | Qual. Euro 2020                                                        | -                                                                      |                                                                        |
| 5-9-2019                                                               | Be'er Sheva                                                            | Israele                                                                | 1 – 1                                                                  | Macedonia del Nord                                                     | Qual. Euro 2020                                                        | -                                                                      |                                                                        |
| 9-9-2019                                                               | Lubiana                                                                | Slovenia                                                               | 3 – 2                                                                  | Israele                                                                | Qual. Euro 2020                                                        | -                                                                      | 45’ 77’                                                                |
| 4-9-2020                                                               | Glasgow                                                                | Scozia                                                                 | 1 – 1                                                                  | Israele                                                                | UEFA Nations League 2020-2021 - 1º turno                               | -                                                                      | 28’ 72’                                                                |
| 7-9-2020                                                               | Netanya                                                                | Israele                                                                | 1 – 1                                                                  | Slovacchia                                                             | UEFA Nations League 2020-2021 - 1º turno                               | -                                                                      | 54’                                                                    |
| 15-11-2020                                                             | Plzeň                                                                  | Rep. Ceca                                                              | 1 – 0                                                                  | Israele                                                                | UEFA Nations League 2020-2021 - 1º turno                               | -                                                                      | 73’                                                                    |
| 25-3-2021                                                              | Tel Aviv                                                               | Israele                                                                | 0 – 2                                                                  | Danimarca                                                              | Qual. Mondiali 2022                                                    | -                                                                      |                                                                        |
| 28-3-2021                                                              | Tel Aviv                                                               | Israele                                                                | 1 – 1                                                                  | Scozia                                                                 | Qual. Mondiali 2022                                                    | 1                                                                      | 81’                                                                    |
| 31-3-2021                                                              | Chișinău                                                               | Moldavia                                                               | 1 – 4                                                                  | Israele                                                                | Qual. Mondiali 2022                                                    | -                                                                      |                                                                        |
| 1-9-2021                                                               | Tórshavn                                                               | Fær Øer                                                                | 0 – 4                                                                  | Israele                                                                | Qual. Mondiali 2022                                                    | -                                                                      |                                                                        |
| 9-10-2021                                                              | Glasgow                                                                | Scozia                                                                 | 3 – 2                                                                  | Israele                                                                | Qual. Mondiali 2022                                                    | -                                                                      |                                                                        |
| 12-10-2021                                                             | Be'er Sheva                                                            | Israele                                                                | 2 – 1                                                                  | Moldavia                                                               | Qual. Mondiali 2022                                                    | -                                                                      |                                                                        |
| 12-11-2021                                                             | Klagenfurt am Wörthersee                                               | Austria                                                                | 4 – 2                                                                  | Israele                                                                | Qual. Mondiali 2022                                                    | 1                                                                      |                                                                        |
| 15-11-2021                                                             | Netanya                                                                | Israele                                                                | 3 – 2                                                                  | Fær Øer                                                                | Qual. Mondiali 2022                                                    | 1                                                                      |                                                                        |
| 26-3-2022                                                              | Sinsheim                                                               | Germania                                                               | 2 – 0                                                                  | Israele                                                                | Amichevole                                                             | -                                                                      | 84’                                                                    |
| 29-3-2022                                                              | Netanya                                                                | Israele                                                                | 2 – 2                                                                  | Romania                                                                | Amichevole                                                             | -                                                                      | 46’                                                                    |
| 2-6-2022                                                               | Haifa                                                                  | Israele                                                                | 2 – 2                                                                  | Islanda                                                                | UEFA Nations League 2022-2023 - 1º turno                               | -                                                                      | 74’                                                                    |
| 10-6-2022                                                              | Tirana                                                                 | Albania                                                                | 1 – 2                                                                  | Israele                                                                | UEFA Nations League 2022-2023 - 1º turno                               | -                                                                      | 90+3’                                                                  |
| 13-6-2022                                                              | Reykjavík                                                              | Islanda                                                                | 2 – 2                                                                  | Israele                                                                | UEFA Nations League 2022-2023 - 1º turno                               | 1                                                                      | 45+2’                                                                  |
| 17-11-2022                                                             | Petah Tiqwa                                                            | Israele                                                                | 4 – 2                                                                  | Zambia                                                                 | Amichevole                                                             | -                                                                      | 74’                                                                    |
| 20-11-2022                                                             | Petah Tiqwa                                                            | Israele                                                                | 2 – 3                                                                  | Cipro                                                                  | Amichevole                                                             | -                                                                      |                                                                        |
| 25-3-2023                                                              | Tel Aviv                                                               | Israele                                                                | 1 – 1                                                                  | Kosovo                                                                 | Qual. Euro 2024                                                        | 1                                                                      |                                                                        |
| 28-3-2023                                                              | Lancy                                                                  | Svizzera                                                               | 3 – 0                                                                  | Israele                                                                | Qual. Euro 2024                                                        | -                                                                      | 73’                                                                    |
| 16-6-2023                                                              | Budapest                                                               | Bielorussia                                                            | 1 – 2                                                                  | Israele                                                                | Qual. Euro 2024                                                        | -                                                                      | 66’                                                                    |
| 9-9-2023                                                               | Bucarest                                                               | Romania                                                                | 1 – 1                                                                  | Israele                                                                | Qual. Euro 2024                                                        | -                                                                      | 72’                                                                    |
| 12-9-2023                                                              | Tel Aviv                                                               | Israele                                                                | 1 – 0                                                                  | Bielorussia                                                            | Qual. Euro 2024                                                        | -                                                                      | 56’ 64’                                                                |
| 12-11-2023                                                             | Pristina                                                               | Kosovo                                                                 | 1 – 0                                                                  | Israele                                                                | Qual. Euro 2024                                                        | -                                                                      | 72’                                                                    |
| 18-11-2023                                                             | Felcsút                                                                | Israele                                                                | 1 – 2                                                                  | Romania                                                                | Qual. Euro 2024                                                        | -                                                                      |                                                                        |
| 21-11-2023                                                             | Andorra la Vella                                                       | Andorra                                                                | 0 – 2                                                                  | Israele                                                                | Qual. Euro 2024                                                        | -                                                                      | cap. 61’                                                               |
| 21-3-2024                                                              | Budapest                                                               | Israele                                                                | 1 – 4                                                                  | Islanda                                                                | Qual. Euro 2024                                                        | -                                                                      | 71’                                                                    |
| 6-9-2024                                                               | Debrecen                                                               | Belgio                                                                 | 3 – 1                                                                  | Israele                                                                | UEFA Nations League 2024-2025 - 1º turno                               | -                                                                      | 64’                                                                    |
| 9-9-2024                                                               | Budapest                                                               | Israele                                                                | 1 – 2                                                                  | Italia                                                                 | UEFA Nations League 2024-2025 - 1º turno                               | -                                                                      | cap. 67’                                                               |
| 10-10-2024                                                             | Budapest                                                               | Israele                                                                | 1 – 4                                                                  | Francia                                                                | UEFA Nations League 2024-2025 - 1º turno                               | -                                                                      | 62’                                                                    |
| 14-10-2024                                                             | Udine                                                                  | Italia                                                                 | 4 – 1                                                                  | Israele                                                                | UEFA Nations League 2024-2025 - 1º turno                               | -                                                                      | cap. 80’                                                               |
| 14-11-2024                                                             | Saint-Denis                                                            | Francia                                                                | 0 – 0                                                                  | Israele                                                                | UEFA Nations League 2024-2025 - 1º turno                               | -                                                                      | 84’                                                                    |
| 17-11-2024                                                             | Budapest                                                               | Israele                                                                | 1 – 0                                                                  | Belgio                                                                 | UEFA Nations League 2024-2025 - 1º turno                               | -                                                                      | 73’                                                                    |
| 22-3-2025                                                              | Debrecen                                                               | Israele                                                                | 2 – 1                                                                  | Estonia                                                                | Qual. Mondiali 2026                                                    | -                                                                      | 75’                                                                    |
| 25-3-2025                                                              | Debrecen                                                               | Israele                                                                | 2 – 4                                                                  | Norvegia                                                               | Qual. Mondiali 2026                                                    | -                                                                      | 61’                                                                    |
| 6-6-2025                                                               | Tallinn                                                                | Estonia                                                                | 1 – 3                                                                  | Israele                                                                | Qual. Mondiali 2026                                                    | -                                                                      | 72’                                                                    |
| Totale                                                                 |                                                                        | Presenze                                                               | 50                                                                     |                                                                        | Reti                                                                   | 6                                                                      |                                                                        |

## Palmarès

### Club

#### Competizioni nazionali
- Campionato israeliano: 3

Maccabi Tel Aviv: 2014-2015, 2018-2019, 2023-2024
- Coppa d'Israele: 1

Maccabi Tel Aviv: 2014-2015
- Coppa Toto: 4

Maccabi Tel Aviv: 2014-2015, 2018-2019, 2020-2021, 2024-2025
- Supercoppa d'Israele: 3

Maccabi Tel Aviv: 2019, 2020, 2024